# Perversion (film, 2006)
Pour les articles homonymes, voir Perversion (homonymie).
Pour plus de détails, voir Fiche technique et Distribution.
Perversion (Mare nero) est un film dramatique passionnel franco-italien réalisé par Roberta Torre et sorti en 2006.

## Synopsis
L'inspecteur Luca Mocci vient d'entamer une relation avec Veronica, un agent immobilier français, et mène parallèlement une enquête sur le meurtre d'une jeune étudiante retrouvée nue et massacrée à la suite d'une pratique sexuelle extrême. Luca commence à fréquenter des cercles où l'on échange des couples ou où l'on recherche des services particuliers. Il finit par sombrer dans une obsession sexuelle qui risque de lui faire perdre la raison.

## Fiche technique
- Titre original italien  : Mare nero[1]
- Titre français : Perversion
- Réalisateur : Roberta Torre
- Scénario : Roberta Torre, Marcello Siena, Andrea Di Stefano, Heidrun Schleef
- Photographie : Daniele Ciprì
- Montage : Jacopo Quadri (it)
- Musique : Shigeru Umebayashi
- Décors : Annalisa Mucci
- Costumes : Alberto Spiazzi
- Production : Marco Chimenz, Riccardo Tozzi (it), Giovanni Stabilini
- Société de production : Cattleya, Babe Films, Rai Cinema
- Pays de production :  Italie -  France
- Langue originale : italien
- Format : Couleur - 1,85:1 - Son stéréo
- Durée : 83 minutes
- Genre : drame passionnel
- Dates de sortie :
  - Suisse : 6 août 2006 (Festival du film de Locarno)
  - Italie : 25 août 2006

## Distribution
- Luigi Lo Cascio : Luca
- Valerio Silenzi : Fausto
- Anna Mouglalis : Veronica
- Maurizio Donadoni : Sabino
- Andrea Osvárt : Valentina Martini
- Massimo Popolizio : Laganà
- Monica Samassa Monica
- Rossella D'Andrea : Andrea